# Лизосомные болезни накопления
Лизосо́мные боле́зни накопле́ния (англ. Lysosomal Storage Diseases) — общее название группы весьма редких наследственных заболеваний, вызванных нарушением функции внутриклеточных  органелл лизосом. Эти одномембранные органеллы являются частью эндомембранной системы клетки и специализируются на внутриклеточном расщеплении веществ: гликогена, гликозаминогликанов, гликопротеинов и других. Лизосомные болезни накопления вызываются генетически обусловленным дефицитом ферментов лизосом, что приводит к накоплению макромолекул, являющихся субстратом этих ферментов, в различных  органах и  тканях организма.
Данная группа объединяет мукополисахаридозы, муколипидозы, гликогенозы, болезни накопления  липидов, гликопротеинов и других  макромолекул.

## Историческая справка
Клиническая картина первого наследственного заболевания из группы лизосомных болезней накопления (болезнь Тея — Сакса) была описана в 1881 году.
Затем, в 1882 году описано заболевание, названное в честь впервые описавшего его французского врача Филиппа Гоше.
В 1932 году голландский врач Иоанн Помпе описал гликогеноз второго типа, впоследствии названный по его имени болезнью Помпе.
В конце 1950-х — начале 1960-х годов бельгийский биохимик Кристиан де Дюв с соавторами, используя методику фракционирования клеток, открыл лизосомы в качестве клеточных органелл, ответственных за расщепление и утилизацию макромолекул. Данное научное открытие дало возможность вскоре выявить патофизиологическую основу лизосомных болезней накопления.
Болезнь Помпе стала первым наследственным заболеванием, идентифицированным как лизосомная болезнь накопления. В 1963 году бельгийский физиолог и биохимик Анри Эрс (англ. Henri G. Hers) опубликовал работу, в которой связал причину развития данного симптомокомплекса с дефицитом α-глюкозидазы и высказал предположение о связи других генетических заболеваний, в том числе мукополисахаридозов, с недостаточностью того или иного фермента.

## Эпидемиология
По состоянию на 2014 год, известно свыше 50 лизосомных болезней накопления, среди 7000—8000 новорождённых диагностируют около одного заболевания этой группы. Каждое заболевание индивидуально встречается не чаще, чем у одного из 100 тысяч новорождённых, при этом распространённость конкретного заболевания в различных популяциях может значительно варьировать. Распространение мутаций, ведущих к какому-либо заболеванию из группы лизосомных болезней накопления, определяется популяционно-генетическими факторами и, в первую очередь, связано с эффектом основателя. Типичным следствием эффекта основателя являются различие по наиболее распространённым мутациям одного и того же гена в различных генетически изолированных популяциях и этнических группах.

## Наследование
Подавляющее большинство лизосомных болезней накопления наследуются аутосомно-рецессивно, за исключением трёх заболеваний, которые наследуются сцепленно с полом. К этим трём заболеваниям относятся мукополисахаридоз Хантера (МПС II) и болезнь Фабри, являющиеся рецессивными Х-сцепленными заболеваниями, а также синдром Данона, являющийся доминантным Х-сцепленным заболеванием.

## Патогенез
Большая часть заболеваний группы связана с генетически обусловленным нарушением функции какой-либо из лизосомных гидролаз. Это приводит к прогрессивному накоплению внутри клетки промежуточного субстрата, который в норме распадается. Некоторые болезни этой группы вызваны нарушениями белков, участвующих в везикулярном транспорте или в биогенезе лизосом. Например, муколипидоз II типа (I-клеточная болезнь) вызван дефектом фосфоэстеразы, которая локализована в аппарате Гольджи, нарушение работы этого фермента приводит к ошибочной переадресации лизосомных гидролаз во внеклеточное пространство вместо их транспорта из аппарата Гольджи в лизосому.
Хотя ферменты лизосом относятся к белкам, которые экспрессируются в подавляющем большинстве типов клеток, аномальное накопление субстратных макромолекул происходит в тех клетках, тканях и органах, которые характеризуются повышенной скоростью обновления этих макромолекул. Первичное накопление макромолекул может вести к вторичным нарушениям других биохимических и клеточных функций, что обуславливает обычно тяжёлое течение заболеваний этой группы.

## Классификация
В связи с тем, что при многих лизосомных болезнях накопления наблюдается сходная клиническая картина, их классифицируют в соответствии с типом вещества, которое накапливается (например, мукополисахаридозы, гликопротеинозы, сфинголипидозы).
Ниже приведена классификация, согласно действующей МКБ (указан код МКБ-10):
- E72 Другие нарушения обмена аминокислот.
  - E72.0 Нарушения транспорта аминокислот. Цистиноз.
- E74 Другие нарушения обмена углеводов.
  - E74.0 Болезни накопления гликогена. Болезнь Помпе.
- E75 Нарушения обмена сфинголипидов и другие болезни накопления липидов.
  - E75.0 GM2 ганглиозидоз: Болезнь Сандхоффа, Болезнь Тея — Сакса, GM2-ганглиозидоз: БДУ (без дополнительных уточнений), взрослых, ювенильный.
  - E75.1 Другие ганглиозидозы. Ганглиозидоз GM1,  Муколипидоз IV.
  - E75.2 Другие сфинголипидозы. Болезнь Фабри. Болезнь Гоше. Болезнь Краббе. Болезнь Ниманна — Пика. Синдром Фарбера. Метахроматическая лейкодистрофия. Множественная сульфатазная недостаточность.
  - E75.4 Липофусциноз нейронов. Болезнь: Баттена, Бильшовского — Янского, Куфса, Шпильмейера — Фогта
  - E75.5 Другие нарушения накопления липидов.  Болезнь Вольмана.
- E76 Нарушения обмена гликозаминогликанов
  - E76.0 Мукополисахаридоз, тип I. Синдромы: «Гурлер», «Гурлер — Шейе», «Шейе».
  - E76.1 Мукополисахаридоз, тип II Синдром Хантера
  - E76.2 Другие мукополисахаридозы. Недостаточность β-глюкуронидазы. Мукополисахаридозы типов III, IV, VI, VII. Синдром: Марото — Лами (лёгкий), (тяжёлый), Моркио(-подобный), (классический), Санфилиппо (тип A) (тип В) (тип С) (тип D)
- E77 Нарушения обмена гликопротеинов.
  - E77.0 Дефекты посттрансляционной модификации лизосомных ферментов. Муколипидоз II (I-клеточная болезнь), Муколипидоз III (псевдополидистрофия Гурлер).
  - E77.1 Дефекты деградации гликопротеидов. Аспартилглюкозаминурия. Фукозидоз. Маннозидоз. Сиалидоз (муколипидоз I)

| Лизосомные болезни накопления объединяют группу редких наследственных метаболических заболеваний:             | Лизосомные болезни накопления объединяют группу редких наследственных метаболических заболеваний: | Лизосомные болезни накопления объединяют группу редких наследственных метаболических заболеваний: | Лизосомные болезни накопления объединяют группу редких наследственных метаболических заболеваний: |
| Болезнь | Хромосома (ген)                                                                                   | Дефицитный фермент                                                                                | Накапливающиеся субстраты                                                                         |
| --- | ------------------------------------------------------------------------------------------------- | ------------------------------------------------------------------------------------------------- | ------------------------------------------------------------------------------------------------- |
| GM1 ганглиозидоз                                                                                              | 3p21.3 (GLB1)                                                                                     | β-Галактозидаза                                                                                   | Ганглиозид GM1, гликопротеины, кератансульфат.                                                    |
| Болезнь Тея — Сакса с вариантами, GM2 ганглиозидоз                                                            | 15q23-24 (HEXA)                                                                                   | β-Гексозаминидаза A                                                                               | Ганглиозид GM2                                                                                    |
| Синдром Сандхоффа, GM2 ганглиозидоз                                                                           | 5q13 (HEXB)                                                                                       | β-Гексозаминидаза A и B                                                                           | Ганглиозид GM2, глобозид                                                                          |
| Болезнь Краббе, галактозилцерамидный липидоз                                                                  | 14q31 (GALC)                                                                                      | Галактозилцерамид-β-галактозидаза                                                                 | Увеличение отношения галактозоцереброзид/сульфатид                                                |
| Метахромная лейкодистрофия, сульфатидный липидоз                                                              | 22q13.3 (ARSA)                                                                                    | Арилсульфатаза A (цереброзидсульфатаза)                                                           | Галактозилсульфатиды                                                                              |
| Недостаточность белкового активатора распада сфинголипида 1, Болезнь Ниманна — Пика, сфингомиелиновый липидоз | 11p15.4-p15.1 (SMPD1) 18q11-q12 (NPC1) 1424.3 (NPC2)                                              | Сфингомиелиназа (?) У некоторых больных специфические изоферменты                                 | Сфингомиелин                                                                                      |
| Болезнь Гоше, глюкозилцерамидный липидоз                                                                      | 1q22 (GBA)                                                                                        | β-глюкоцереброзидаза                                                                              | Глюкозилцерамид                                                                                   |
| Болезнь Фабри, тригексозилцерадоз                                                                             | Xq22 (GLA)                                                                                        | α-Галактозидаза A                                                                                 | Тригексозилцерамид                                                                                |
| Недостаточность кислой липазы (болезнь Вольмана)                                                              | 10q23.2-23.3 (LIPA)                                                                               | Кислая липаза                                                                                     | Эфиры холестерина, триглицериды                                                                   |
| Болезнь Фарбера, недостаточность церамидазы                                                                   | 8p22-p21.3 (ASAH) (ASAH1)                                                                         | Церамидаза                                                                                        | Церамид                                                                                           |
| Болезнь Помпе, гликогеноз 2 типа                                                                              | 17q25.2-3 (GAA)                                                                                   | Кислая мальтаза                                                                                   | Гликоген                                                                                          |
| Недостаточность кислой фосфатазы                                                                              | 11p11.2 (ACP2)                                                                                    | Кислая фосфатаза                                                                                  | (?)                                                                                               |
| Фукозидоз | 1p34 (FUCA1)                                                                                      | α-фукозидаза                                                                                      | Гликопептиды, гликолипиды, олигосахариды                                                          |
| α-маннозидоз                                                                                                  | 19cen-q12 (MAN2B1)                                                                                | α-маннозидаза                                                                                     | Олигосахариды                                                                                     |
| β-маннозидоз                                                                                                  | 4q22-q25 (MANBA)                                                                                  | β-маннозидаза                                                                                     | Олигосахариды                                                                                     |
| Аспартилглюкозаминурия                                                                                        | 4q34.3 (AGA)                                                                                      | Аспартилглюкозаминамидаза                                                                         | Аспартилглюкозамин, гликопептиды                                                                  |
| Мукополисахаридоз IH и IS                                                                                     | 4q16.3                                                                                            | α-L-идуронидаза                                                                                   | Дерматансульфат, гепарансульфат                                                                   |
| Болезнь Хантера, мукополисахаридоз II                                                                         | Xq27.3-28                                                                                         | Идуроносульфатсульфатаза                                                                          | Дерматансульфат, гепарансульфат                                                                   |
| Синдром Санфилиппо A, мукополисахаридоз IIIA                                                                  | 17q25.3                                                                                           | Гепаран-N-сульфатаза (сульфамидаза)                                                               | Гепарансульфат                                                                                    |
| Синдром Санфилиппо B, мукополисахаридоз IIIB                                                                  | 17q21                                                                                             | N-Ацетил-α-глюкозаминидаза                                                                        | Гепарансульфат                                                                                    |
| Синдром Санфилиппо C, мукополисахаридоз IIIC                                                                  | 8p11.1                                                                                            | Ацетил-КоА: α-глюкозаминид-N-ацетилтрансфераза                                                    | Гепарансульфат                                                                                    |
| Синдром Санфилиппо D, мукополисахаридоз IIID                                                                  | 12q14                                                                                             | N-Ацетилглюкозамин-6-сульфатсульфатаза                                                            | Гепарансульфат                                                                                    |
| Синдром Моркио, мукополисахаридоз IV                                                                          | 16q24.3                                                                                           | N-Ацетилгалактозамин-6-сульфатсульфатаза                                                          | Кератансульфат                                                                                    |
| Синдром Марото — Лами мукополисахаридоз VI                                                                    | 5q11-13 (ARSB)                                                                                    | N-Ацетилгексозамин-4-сульфатсульфатаза (арилсульфатаза В)                                         | Дерматансульфат                                                                                   |
| Недостаточность β-глюкуронидазы, мукополисахаридоз VII                                                        | 7q21.1-11                                                                                         | β-глюкуронидаза                                                                                   | Дерматансульфат гепарансульфат (?)                                                                |
| Множественная сульфатазная недостаточность                                                                    | 3p26 (SUMF1)                                                                                      | Арилсульфатазы A, B и C, другие сульфатазы                                                        | Сульфатиды, мукополисахариды                                                                      |
| Сиалидоз (муколипидоз I)                                                                                      | 6p21.3                                                                                            | Гликопротеиннейраминидаза (сиалидаза)                                                             | Сиалилолигосахариды                                                                               |
| I-клеточная болезнь (муколипидоз II)                                                                          | 12q23.3 (GNPTAB)                                                                                  | УДФ-N-ацетилглюкозамин-(GlcNAc): гликопротеин-GlcNaCI-фосфотрансфераза                            | Гликопротеины, гликолипиды                                                                        |
| Псевдополидистрофия Гурлер (муколипидоз III)                                                                  | 12q23.3 (GNPTAB)                                                                                  | УДФ-N-ацетилглюкозамин-(GlcNAc): гликопротеин-GlcNaCI-фосфотрансфераза                            | Гликопротеины, гликолипиды                                                                        |
| Сиалолипидоз (муколипидоз IV)                                                                                 | 19q13.3-p13.2 (MCOLN1)                                                                            | Муколипин-1 (Mucolipin-1)                                                                         | Гликопротеины, гликолипиды                                                                        |
| Цистиноз | 17p13 (CTNS)                                                                                      | транспортёр цистина англ. Cystin-Transporter                                                      | Цистин                                                                                            |
| Восковидные липофусцинозы нейронов                                                                            |                                                                                                   |                                                                                                   |                                                                                                   |
| тип 1 | 1p32 (CLN1)                                                                                       | Пальмитоил-тио-эстераза                                                                           | «Воск», «липофусцин»                                                                              |
| тип 2 | 11p15.5 (TPP1)                                                                                    | Трипептидил-пептидаза 1                                                                           | «Воск», «липофусцин»                                                                              |
| тип 3 | 16p12.1 (CLN3)                                                                                    | (?)                                                                                               | «Воск», «липофусцин»                                                                              |
| тип 4 | (CLN6, DNAJC5)                                                                                    | (?)                                                                                               | «Воск», «липофусцин»                                                                              |
| тип 5 | 13q21.1-q32 (CLN5)                                                                                | (?)                                                                                               | «Воск», «липофусцин»                                                                              |
| тип 6 | 15q21-q23 (CLN6)                                                                                  | (?)                                                                                               | «Воск», «липофусцин»                                                                              |
| тип 7 | 4q28.1-q28.2 (MFSD8)                                                                              | (?)                                                                                               | «Воск», «липофусцин»                                                                              |
| тип 8 | 8p23 (CLN8)                                                                                       | (?)                                                                                               | «Воск», «липофусцин»                                                                              |
| тип 9 | (?)                                                                                               | Дигидро-церамид-синтаза                                                                           | «Воск», «липофусцин»                                                                              |
| тип 10 | 11p15.5 (CTSD)                                                                                    | (?)                                                                                               | «Воск», «липофусцин»                                                                              |

## Диагностика
Разработаны специальные методы диагностики, опирающиеся на ряд постоянных признаков, характеризующих болезни накопления липидов:
1. накопление в тканях сложных липидов, структурным компонентом которых является церамид;
2. скорость синтеза запасаемого липида сравнима со скоростью его биосинтеза у здоровых людей;
3. на фоне заболевания наблюдается недостаток специфичного фермента в лизосомах, необходимого для гидролиза липида;
4. степень снижения активности фермента во всех тканях одинакова.

Отныне стало возможным выявление в популяции гетерозиготных носителей дефектных генов, ответственных за развитие данных заболеваний, а также выявлять сфинголиподистрофию у плода.

## Клиническая картина
Предпосылками для проявления лизосомных болезней накопления являются различные генетические дефекты, которые ведут к развитию ферментопатии — недостаточности определённых ферментов, расщепляющих некоторые макромолекулы на уровне внутриклеточных органелл (лизосом). Лизосомные болезни накопления характеризуются:
- прогрессирующим течением,
- высокой инвалидизацией,
- высокой смертностью пациентов.

Наиболее характерными общими особенностями клинической картины для большинства лизосомных болезней накопления являются:
- органомегалия (преимущественно гепатомегалия и спленомегалия),
- костные аномалии,
- различной степени выраженности нарушения со стороны центральной нервной системы,
- грубые особенности строения волос и лица.

## Лечение
До недавнего времени терапия наследственных болезней накопления носила исключительно паллиативный характер. Развитие науки позволило с 90-х годов XX столетия приступить к клинической коррекции лизосомных болезней накопления методом эффективной и безопасной ферментозаместительной терапии (англ. Enzyme Replacement Therapy). Принцип данного метода терапии сводится к введению в организм пациента модифицированной формы скомпрометированного генетической патологией фермента, обладающего нормальной активностью. Модификация формы дефектного фермента способствует повышенной проницаемости его в клетки тканей-мишеней, где непосредственно осуществляется процесс катализа реакции гидролиза субстратов накопления. Однако, в связи с коротким (несколько десятков часов) периодом полужизни фермента в клетке, ферментозаместительную терапию необходимо проводить на протяжении всей жизни пациента.